# フォーカス徳島
『フォーカス徳島』（フォーカスとくしま）は、四国放送が平日夕方に生放送しているローカルワイドニュース長寿番組。

## 番組概要
かつては元々『徳島新聞テレビ夕刊』の後継番組として1982年4月5日にスタート。2023年現在、放送開始から40年を数える長寿番組である。
放送開始当初は、全日ともに18:00 - 18:30（JST）に放送されていた。現在の放送時間は、『news every.』の全国パートを飛び降りた後の18:15 - 18:55、金曜日は18:51までである。後述の通り、1999年4月5日の『530フォーカス徳島』開始以降は17時台と18時台のローカル製作番組でNNNの全国ニュースをサンドイッチする編成形態をとっている。
なお、年末年始特番等で放送枠が縮小される場合には、『徳島新聞ニュース』が放送される。

## 番組の歴史
- 1982年4月5日：『フォーカス徳島』と題してスタート。

## 出演者

### キャスター
メインキャスター
月- 水
- 小玉晋平（四国放送アナウンサー、2021年3月29日 - ）

木 - 金
- 森本真司（四国放送アナウンサー、2023年4月6日 - ）

月 - 火
- 野口七海（四国放送アナウンサー、2023年4月3日 - ）

水 - 金
- 豊成春子（四国放送アナウンサー、2023年4月5日 - ）

気象予報士
- 佐々木聖夏

### コメンテーター
- 中野晋（徳島大学教授、徳島大学環境防災研究センター・センター⻑） - 不定期出演。「水害に備える」を担当[3]。ワンコーナーのみ出演。

### 解説委員
- 網師本誠司（四国放送報道制作局長、2021年4月2日 - ） - 金曜日出演。「週末一口解説」を担当。ワンコーナーのみ出演。

### 記者
- 小喜多雅明（四国放送報道制作局報道情報センター記者）
- 仲宗根義典（四国放送報道制作局報道情報センター記者）
- 藤本宏樹（四国放送報道制作局報道情報センター記者）
- 山田成美（四国放送報道制作局報道情報センター記者）
- 新井木乃美（四国放送報道制作局報道情報センター記者）

## 過去の出演者

### メインキャスター
- 伊藤誠亮（当時四国放送アナウンサー、1982年4月5日 - 1988年9月30日）
- 保岡栄二（四国放送アナウンサー、1988年10月3日 - 1990年3月2日、2002年4月1日 - 2005年3月26日）
- 岡本和夫（当時四国放送アナウンサー、1990年3月5日 - 1995年3月31日）
- 石井敏秀（当時四国放送アナウンサー、1995年4月3日 - 1998年4月3日）
- 武知邦明（当時四国放送アナウンサー、1998年4月6日 - 2002年3月29日） - 530フォーカス徳島と兼務
- 池田賢（当時四国放送アナウンサー、2005年3月28日 - 2012年3月30日）
- 宗我部英久（四国放送アナウンサー・気象予報士、2012年4月2日 - 2021年3月26日）
- 八幡篤範（四国放送アナウンサー、2015年4月3日 - 2017年3月31日）- 金曜日を担当。
- 森本真司（四国放送アナウンサー・報道記者兼任、2019年4月5日 - 2021年3月25日）
- 大村光代（当時四国放送アナウンサー、1982年4月5日 - ）
- 日下絹代（当時四国放送アナウンサー）
- 大谷初美（当時四国放送アナウンサー）
- 菅晴美（当時四国放送アナウンサー）
- 福井和美（四国放送アナウンサー、1994年4月4日 - 1999年1月29日）
- 中山千桂子（当時四国放送アナウンサー、1999年2月1日 - 2002年3月1日、時期不明 - 2007年9月28日） - 1999年4月から2002年2月までは530フォーカス徳島と兼務
- 金山明子（当時四国放送アナウンサー、2002年3月 - 時期不明）
- 笹岡樹里（当時四国放送アナウンサー、2007年10月1日 - 2009年3月27日）
- 野口七海（四国放送アナウンサー、2019年4月5日 - 2021年3月26日） - 金曜日を担当。
- 物部純子 (四国放送アナウンサー、2009年 - 2023年3月）

### リポーター
- 楠木栄理（当時四国放送アナウンサー、2005年3月28日 - ）
- 大八木文香（当時四国放送アナウンサー、2005年3月28日 - ） - 530フォーカス徳島と兼務
- 中野涼子（当時四国放送アナウンサー）
- 有馬香（当時四国放送アナウンサー）
- 江間丈（四国放送アナウンサー、2017年 - ）[4]
- 野口七海（四国放送アナウンサー、2018年4月3日[5] - 2019年3月） - 2019年4月からは金曜日のメインキャスターを担当。
- 戸田あゆみ　(四国放送アナウンサー、2019年4月[6] - ）

### お天気キャスター
- 中野嘉仁（2005年4月 - 2006年3月）
- 豊山雅信（2006年4月 - 2009年3月27日）

### コメンテーター
- 佐野義行（四国大学大学事務局企画監・大学広報戦略室長、徳島県ラグビーフットボール協会会長、元徳島県教育長、2017年1月5日 - 2019年3月28日） - 不定期
- 青木成実（画家、モデル、2017年1月9日 - 2019年3月21日）- 不定期
- 山本準（鳴門教育大学教授、2015年10月2日[7] - 2024年3月）- 月曜日出演。2019年4月1日から（金曜日、2015年10月2日 - 2019年3月29日）、「山本教授と考える」を担当。ワンコーナーのみ出演。それ以外の曜日は、不定期出演。

### 記者
- 大谷正憲（四国放送報道制作局報道情報センター記者）
- 石飛順二（四国放送報道制作局報道情報センター記者）
- 浦川大輔（四国放送報道制作局報道情報センター記者）
- 富永大介（四国放送報道制作局報道情報センター記者）
- 松村有希子（四国放送報道制作局報道情報センター記者）
- 宮本康史（四国放送報道制作局報道情報センター記者）
- 佐々木聖夏（四国放送報道制作局報道情報センター記者）

### キャスター代役について
| 「フォーカス徳島」代理キャスター一覧 | 「フォーカス徳島」代理キャスター一覧 |
| 休業者                               | 代役 |
| ------------------------------------ | --- |
| 宗我部英久                           | - 小玉晋平（2013年9月2日、2014年9月1日、9月4日） - 夏休み、（2015年1月23日、2月13日、3月13日、3月20日） - 不明 - 寺島啓太（2013年9月3日、2014年9月2日） - 夏休み、（2015年1月9日、1月30日、3月6日） - 不明 - 榎本真也（2013年9月4日、2014年9月3日、9月5日） - 夏休み、（2015年1月16日、2月6日、2月27日、2017年3月16日） - 不明 - 八幡篤範（2013年9月5日、2015年8月31日 - 9月3日） - 夏休み、（2015年8月12日） - 徳島市阿波おどり紺屋町演舞場中継の為、（2015年12月10日） - 不明 - 森本真司（2013年9月6日） - 夏休み |
| 物部純子                             | - 奥田麻衣（2011年8月22日、8月26日） - 夏休み - 井上英里香（2011年8月23日） - 夏休み - 島川未有（2011年8月24日、2013年8月19日、2014年8月18日-8月22日、2015年8月17日 - 8月21日） - 夏休み - 村田千弥（2011年8月25日） - 夏休み - 福井和美（2012年8月20日 - 8月24日、2013年8月21日、8月23日） - 夏休み、（2015年8月14日、2016年8月12日） - 徳島市阿波おどり紺屋町演舞場中継の為 - 中山千佳子（2013年8月20日、8月22日） - 夏休み、（2015年8月12日） - 徳島市阿波おどり紺屋町演舞場中継の為                             |

## 放送時間
- 月曜 - 金曜 18:00 - 18:30 （1982年4月5日 - 1987年10月2日）
- 月曜 - 金曜 18:30 - 18:55 （1987年10月5日 - 1996年9月27日）
- 月曜 - 木曜 18:25 - 18:55、金曜 18:25 - 18:50 （1996年9月30日 - 2000年9月22日）
- 月曜 - 木曜 18:20 - 18:52、金曜 18:20 - 18:50 （2000年9月25日 - 2005年3月25日）
- 月曜 - 木曜 18:17 - 18:55、金曜 18:17 - 18:50 （2005年3月28日 - 2006年3月31日）
- 月曜 - 木曜 18:16 - 18:55、金曜 18:16 - 18:51 （2006年4月3日 - 2011年9月30日）
- 月曜 - 木曜 18:15 - 18:55、金曜 18:15 - 18:51 （2011年10月3日 - ）

※2015年9月25日は徳島県広報番組の放送が無いため、月曜 - 木曜と同じ18:15 - 18:55で放送。

## 現在の放送内容
特集
中四国の話題
天気予報

## 過去の放送内容
天気予報（1982年4月5日当時）
全国の天気予報は、気象衛星ひまわりの写真を使って全国の概況と明日の予報天気図などを東京・日本テレビ放送網からNNN気象キャスター島田守家が伝えた。県内の天気予報は、県内各地の明日の空模様を大村光代キャスターが伝えた。
キシャペディア（2008年1月14日 - ）
ふるさとリポート24（2008年1月14日 - ）
有馬香のがんばるぞう
笹岡樹里の週末アート
フォーカスオン（2015年4月3日 - 2015年10月8日）
注目の出来事や課題に焦点をあてる。
げんき徳島（2015年4月3日 - 2016年3月30日）
様々な分野で活躍する県内の人たちの魅力を伝える。
なないろ散歩（2018年）
野口が担当。県内各地を散歩する。
森本真司×ニュースな人（金曜）
森本が担当。
山本教授と考える
物部順子のアートの時間
物部アナが紹介する。
シリーズ津波被害予測地域
シリーズ水害に備える
検証津波対策（2021年2月9日 - ）
東日本大震災発生以降10年間の県内の沿岸自治体の取り組みを検証するシリーズ。

## 使用曲
※（）内の数字はJASRAC作品コードを表す。
| 期間                          | 番組テーマ曲                                                                    | 備考 |
| ----------------------------- | ------------------------------------------------------------------------------- | ---- |
| 1982年4月5日 - ?年            | 冨田勲 「パスピエ」                                                             |      |
| 1992年 - ?年                  | 電子音                                                                          |      |
| 2000年 -?年                   | 椎名へきる 「246」 （Sony Music Records） 丹下桜 「Be Myself」 KONAMI LABEL     |      |
| 2002年 -?年                   | 堀江由衣 「ラブリー」 （STARCHILD）                                             |      |
| 2005年 -?年                   | アース・ウインド・アンド・ファイヤー 「September」 （Sony Music International） |      |
| 2006年10月 - 2007年9月        | mihimaru GT 「願～negai～」 （UNIVERSAL SIGMA）                                 |      |
| 2007年10月 - 2009年3月        | KOTOKO 「421-a will-」 （GENEON）                                               |      |
| 2009年4月 - 2012年3月         | SAWA 「Pink」 （Epic Records Japan）                                            |      |
| 2012年4月 - 2015年9月25日     | 松下奈緒 「Together」 （Epic Records Japan）                                    |      |
| 2015年9月28日 - 2019年3月29日 | 宮本美季 作詞：宮本美季、作曲：住友紀人の番組オリジナル曲                       |      |
| 2019年4月1日 - 現在           | 作曲：住友紀人の番組オリジナル曲                                                |      |

フォーカススポーツ
- track by KO-ney&PACHI-YELLOW（徳島ガンバロウズのみ）

## 姉妹番組
- 「週刊フォーカス徳島」2022年4月3日より日曜日9:55-10:50に生放送されている。同番組は、1週間の徳島県内ニュースをまとめるほか、その週放送された特集の中から一部を抜粋して再放送する[19]

- 2023年4月9日より、9:55飛び降りとなっていた『シューイチ』がフルネットの復帰に伴い30分繰り下げ・15分縮小の日曜日10:25-11:05放送。

## 備考
- 1999年4月5日からは、生活情報メインの関連番組として『530フォーカス徳島』が17:30から放送されていたが、同番組は2008年9月26日放送分をもって終了。
- その後、17時台では発展解消的にリニューアルした後継番組『5時からローカル ゴジカル!』（後の『ゴジカル!』）が放送されている。